# 我的1919
《我的1919》是1999年上映的中国大陆剧情片，由黄健中执导，陈道明、修宗迪、何政军、许晴等主演，讲述了中国外交家顾维钧作为中国代表团成员参加巴黎和会的故事。该片获1999年中国电影华表奖优秀故事片奖。

## 主要演員
| 演員           | 角色          | 介紹                                                                   |
| 陳道明         | 顧維鈞        | 本劇主角，巴黎和會中國外交官，劇中在和會上慷慨陳詞並拒绝簽署凡爾賽條約 |
| 修宗迪         | 陸徵祥        | 中國外交官，巴黎和會中國外交總長                                       |
| 李建义         | 王正廷        | 巴黎和会中国代表团护法军政府代表                                       |
| 何政軍         | 肖克儉        | 虚構人物，為捍衛中國利益在巴黎集會抗議                                 |
| 許晴           | 梅            | 虚構人物，肖克儉妻子                                                   |
| Gerard Thirion | 乔治·克列孟梭 | 时任法国总理                                                           |
| Edward Meeks   | 伍德罗·威尔逊 | 时任美国总统                                                           |
| Emmanuel Booe  | 大衛·勞合喬治 | 时任英国首相                                                           |
| 岛冈现         | 牧野伸显      | 巴黎和会日本次席大使                                                   |
| 小野地清悦     | 西園寺公望    | 巴黎和会日本首席代表                                                   |
| 王大为         | 施肇基        | 时任中华民国驻英国公使，巴黎和会中国代表团代表之一                     |
| 郭靖宇         | 魏宸组        | 时任中华民国驻比利时公使，巴黎和会中国代表团代表之一                   |

## 参見
- 巴黎和會
- 凡爾賽條約
- 五四運動
- 顧維鈞
- 陸徵祥